# 709 Fringilla
709 Fringilla
709 Fringilla là một tiểu hành tinh ở vành đai chính. Nó được J. Helffrich phát hiện ngày 3.2.1911 ở Heidelberg và được đặt theo tên Fringilla, tên khoa học của chim sẻ